# Hans Lohneis
Hans Lohneis (* 12. April 1895; † 25. November 1970) war ein deutscher Fußballspieler.

## Laufbahn
Lohneis spielte für mehrere Vereine in Fürth. Der gelernte Möbelschreiner entstammte dem FC Schneidig Fürth, ehe er zum MTV Fürth ging. Der Verteidiger spielte außerdem für den TV 1847 Augsburg, kehrte aber später wieder nach Fürth zum TV Fürth 1860 zurück.
Am 26. September 1920 kam Lohneis zu seinem einzigen Einsatz im deutschen Nationaltrikot. Da sich der Münchner Georg Schneider verletzt hatte, wurde er nachnominiert. Allerdings verlor die deutsche Elf mit 2:3 gegen Österreich.